# Sergio Fajardo

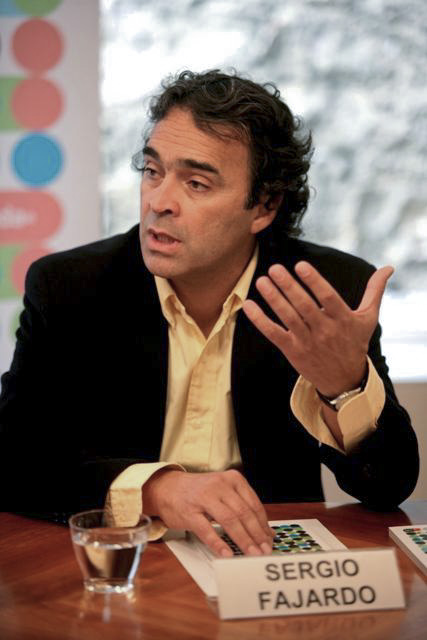
Sergio Fajardo, 2009

Sergio Fajardo Valderrama (* 19. Juni 1956 in Medellín) ist ein kolumbianischer Mathematiker und Politiker. Er war Oberbürgermeister von Medellín und Gouverneur von Antioquia.

## Leben
Sergio Fajardo ist einer der anerkanntesten unabhängigen Politiker Kolumbiens. Fajardos Karriere begann abseits der Politik. Bevor er in öffentliche Ämter einstieg war Fajardo ein Akademiker; 1984 promovierte er in Mathematik an der University of Wisconsin-Madison bei Jerome Keisler mit einem Ph.D. (Dissertationstitel: Contributions to the Model Theory of Probability Logics). Seinen B.Sc. erwarb er zuvor 1977 an der Universidad de los Andes, wo er später als Professor und Direktor des mathematischen Instituts tätig war. Nach dem Abschluss seines Studiums erwies sich Fajardo als ein fähiger Lehrer, Forscher und Wissenschaftler. 
In den 1990er Jahren veröffentlichte er in anerkannten Fachzeitschriften, sein Arbeitsgebiet war die Anwendung von Methoden der mathematischen Logik (Modelltheorie, Nichtstandardanalysis, geometrische Räume) auf Fragen der Wahrscheinlichkeitstheorie. Aufgrund seines Ansehens kam er in den kolumbianischen Nationalrat der Grundlagenwissenschaften und die Nationale Kommission der Masters und Doctorates.
Seine politische Karriere begann mit der Ausübung des Oberbürgermeisteramtes in Medellín zwischen 2004 und 2007, einer Vize-Präsidentschaftskandidatur und eine Amtszeit als Gouverneur von Antioquia von 2012 bis 2016. Seine Erfolge bei der Regierungsführung haben die kolumbianische Alianza Verde (Grüne Partei) des Landes motiviert, ihn als Präsidentschaftskandidaten für die Präsidentschaftswahlen in Kolumbien 2014 zu positionieren. 
Fajardo trat bei den Präsidentschaftswahlen in Kolumbien 2018 als Kandidat der Coalición Colombia an und verfehlte knapp den zweiten Platz, der ihn in die Stichwahl gebracht hätte.
Derzeit ist Fajardo Professor an der School of Government and Public Transformation des Instituto Tecnológico von Monterrey in Mexiko und an der School of Political Formation des Compromiso Ciudadano in Kolumbien. Fajardo ist Mitglied des Interamerikanischen Dialogs und will einen vom ehemaligen britischen Premierminister Tony Blair inspirierten Dritten Weg vertreten, um die traditionelle Spaltung des politischen Spektrums von links und rechts zu überwinden. Die Kommunistische Partei Kolumbiens warf Fajardo vor, unter dem Deckmantel der Mäßigung und des Pragmatismus versuchen zu wollen, das kolumbianische neoliberale System aufrechtzuerhalten.
Bei der Präsidentschaftswahl in Kolumbien 2022 trat Fajardo als Kandidat der zentristisch-grünen Coalición Centro Esperanza erneut an. Im ersten Wahlgang erhielt er 888.585 beziehungsweise 4,2 Prozent der abgegebenen Stimmen und erreichte somit das viertbeste Ergebnis.